# Колунд, Ганс-Вильгельм
Ганс-Вильгельм Колунд (дат. Hans Vilhelm Kaalund; 27 июня 1818 — 27 апреля 1885) — датский лирик.

## Биография
Стихотворения его проникнуты глубокой любовью к природе. Большинство из них навеяны осенью, но при виде увядания природы поэт не проникается ни смиренной печалью, ни отчаянием, а, напротив, полон надежды и веры в воскресение природы, в «лето жизни», которое сменит «зиму смерти». Лучшие стихотворения Колунда составили два сборника: «Et Foraar» («Весна», 1858), выдержавший много изданий, и «Et Efteraar» («Осень», 1877). Кроме стихотворений Колунд написал также лирическую драму «Fulvia» (1875).